# 渡坦坪站
渡坦坪站是位于湖南慈利县许家坊土家族乡的一个铁路车站，邮政编码427212。车站建于1978年，有焦柳铁路经过该站，现仅办理货运业务，不办理客运业务。车站距离月山站938公里，隶属广铁集团，是四等站。